# ابله

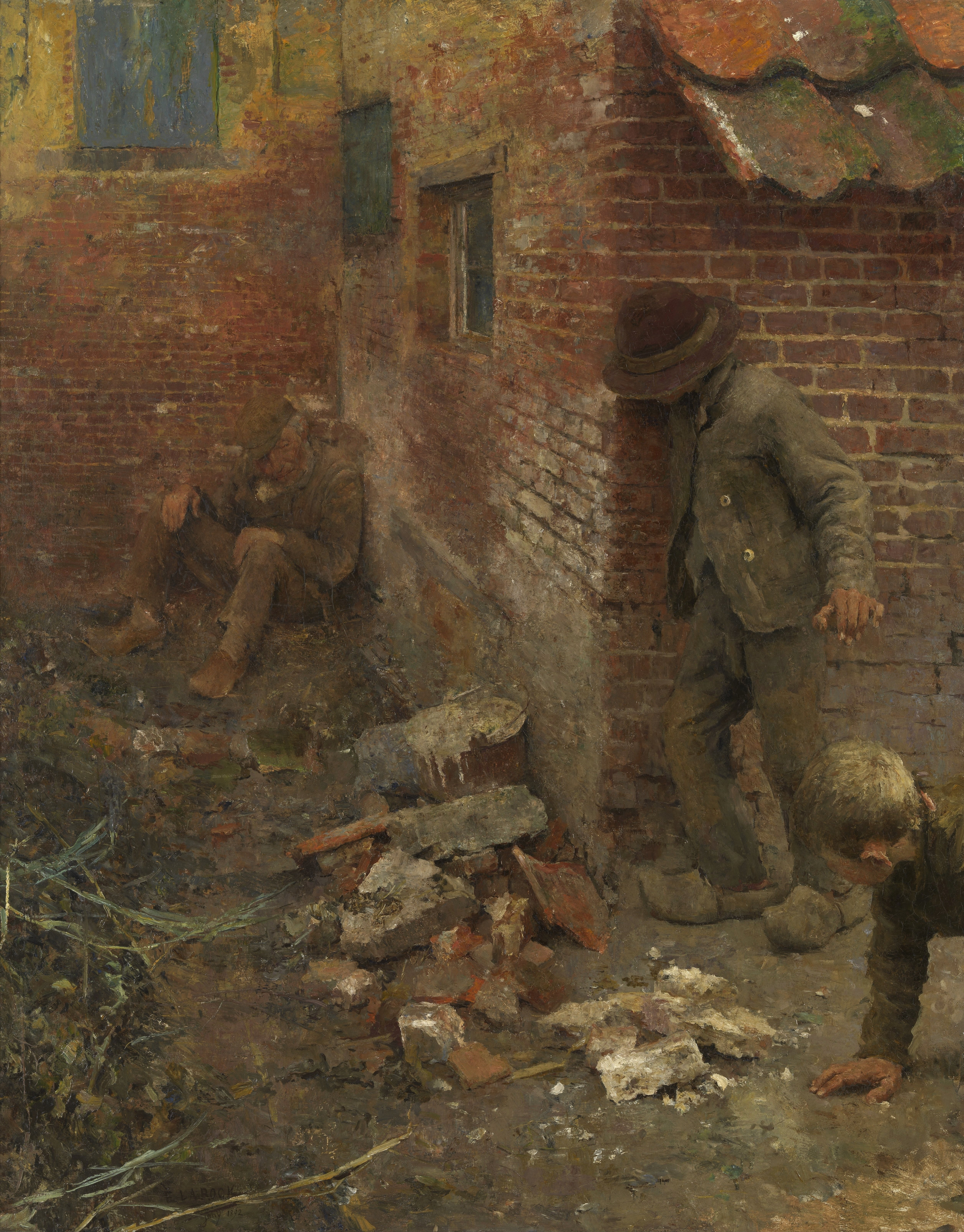
ابله اثر اورت لاروک (۱۸۹۲)

ابله، در استفاده مدرن، یک فرد احمق، نادان یا کم‌خرد است.
«ابله» یک اصطلاح فنی در زمینه‌های حقوقی و روان‌پزشکی برای برخی از انواع کم‌توانی‌های ذهنی عمیق بود که فرد نمی‌تواند از خود در برابر خطرات جسمی رایج محافظت کند. این اصطلاح به تدریج با «عقب‌ماندگی ذهنی عمیق» جایگزین شد و با اصطلاحات دیگری جایگزین شده است. استفاده از ابله همراه با اصطلاحاتی مانند احمق، نادان، عقب‌مانده و مانند آن‌ها، برای توصیف افراد دارای معلولیت ذهنی، قدیمی و توهین‌آمیز در نظر گرفته می‌شود.